# مهرجان ستونهنج الحر
كان مهرجان ستونهنج الحر مهرجانًا بريطانيًا حرًا منذ عام 1974 حتى عام 1984، والذي أقيم في نصب ما قبل التاريخ ستونهنج في إنجلترا خلال شهر يونيو، وبلغ ذروته بالانقلاب الصيفي في 21 يونيو أو بالقرب منه. وقد ظهر هذا المهرجان الحر الرئيسي في التقويم بعد القمع العنيف لمهرجان وندسور فري في أغسطس 1974، حيث قدم والى هوب الزخم لتأسيسه، وتم قمعه بنفسه بعنف في عام 1985 في معركة بينفيلد، مع عدم وجود احتفالات حرة في ستونهنج منذ أن تم السماح للناس تجمع على الحجارة مرة أخرى للانقلاب منذ عام 1999.
بحلول الثمانينيات من القرن العشرين، تطور المهرجان ليصبح حدثًا كبيرًا، حيث جذب ما يصل إلى 30000 شخص في عام 1984.  كان الحضور في المهرجان يعتبرون من الهيبيين من قبل الجمهور البريطاني الأوسع [بحاجة لمصدر]. وقد ساهم هذا، إلى جانب الاستخدام المفتوح للمخدرات وبيعها، في زيادة القيود المفروضة على الوصول إلى ستونهنج، وأقيمت الأسوار حول الحجارة في عام 1977. وفي نفس العام، أعادت الشرطة إحياء قانون الاحتضار ضد القيادة فوق الأراضي العشبية من أجل فرض غرامات ضد رواد المهرجان في النقل الميكانيكي. بحلول عام 1984، تم تخفيف العلاقات بين المهرجان والشرطة مع وجود الشرطة الاسمية المطلوبة فقط. [بحاجة لمصدر]

## الفرق
كان المهرجان احتفالا لمختلف الثقافات البديلة. وكانت فرقة جبال التبت الأوكرانية، والخيمة الشعبية، سيرك عادي، قافلة السلام، العمر المسافرون الجديدة وايلز (مجموعة من الناس الذي يجلس على أرض قريب ستونهنج) حاضرين بارزين في الثقافة المضادة.
استضاف المسرح العديد من الفرق بما في ذلك Hawkwind و Gong و Doctor و Medics و Flux of Pink Indians و Buster Blood Vessel و Omega Tribe و Crass و The Selecter و Dexys Midnight Runners و Thompson Twins و Bronz و The Raincoats و The 101ers with Joe Strummer Jeremy Spencer & the Children of God، Brent Black Music Co-op، Killerhertz، Mournblade، Amazulu، Wishbone Ash، Man، Benjamin Zephaniah، Inner City Unit، Here and Now، Cardiacs، The Enid، Roy Harper، Jimmy Page، Ted Chippington, Zorch and Ozric Tentacles, Vince pie and the crumbs، والتي قدمت جميع عروضها مجانا.

## أنظر أيضًاا
- List of historic rock festivals
- List of jam band music festivals
- Phil Russell, aka Wally Hope, co-founder of the Stonehenge and Windsor free festivals.
- Council of British Druid Orders

## قائمة المراجع
- McKay, George (1996) Senseless Acts of Beauty: Cultures of Resistance since the Sixties: chapter one "The free festivals and fairs of Albion", chapter two "O life unlike to ours! Go for it! New Age travellers". London: Verso Books. ISBN 1-85984-028-0.

## روابط خارجية
- Stonehenge free festivals 1972-85 - An illustrated History
- Tash's Stonehenge Festival and "Exclusion Zone" photo galleries
- BBC 2004 Stonehenge "Festival History" article
- https://www.phreak.co.uk/stonehenge/psb/stonegeo.htm
- Stonehenge: Celebration and Subversion by Andy Worthington (Alternative Albion, 2004)